# 尤爾峰
68°31′S 65°37′W / 68.517°S 65.617°W
尤爾峰（英語：Yule Peak），是南極洲的山峰，位於葛拉漢地的鮑曼海岸，處於伯梅爾半島西端，海拔高度750米，在1925年11月由澳大利亞探險家拍攝空中照片，現時由南極條約體系管理。